# 余善
余善（？—前110年1月）是閩越（東越）歷史上的一位君主，前135年至前110年在位。前135年，西汉封其为東越王；前111年，刻“武帝”玺，自立为帝，是閩越唯一稱帝的君主。

## 威行国中
余善是閩越王郢的弟弟。建元六年（前135年），郢發兵攻打南越，漢朝以此為藉口，派大行令王恢、大司农韩安国等率兵助南越攻打閩越。郢想要继续抵抗，余善與国相、宗室合謀殺死了郢，向漢朝投降。漢朝立閩越宗室繇君丑為繇王以管理閩越，但余善的勢力很大，威行於國中，於是漢朝冊封余善為「東越王」，與繇王並立。
元鼎五年（前112年）秋季，漢朝發兵征討南越，余善上書漢廷，請求發兵八千人跟隨樓船將軍楊僕討伐南越。行軍至南越國的揭揚地區時，余善以海風太大為由拒絕前進，派人秘密與南越聯絡，支持南越反汉。
公元前112年冬季，漢軍攻破番禺城的時候，余善並沒有率軍前來，因此楊僕上表請求討伐東越。漢武帝以「士卒勞倦」為由拒絕了他的請求，令大農張成、故山州侯刘齒等屯軍豫章待命。

## 刻璽稱帝
元鼎六年（前111年）秋季，余善得知楊僕有進攻東越的意圖，而且漢軍兵臨邊境，大怒，於是刻“武帝”玺，自立为帝，發兵拒守要道。同時封騶力等人為「吞漢將軍」，進攻漢朝的白沙、武林、梅嶺，殺死汉朝三校尉等地方官員。張成、刘齒等屯軍豫章按兵不動，漢武帝大怒，將他們處決；同時派橫海將軍韓說從句章出發，由海路進攻；樓船將軍楊僕自武林、中尉王溫舒自梅嶺、越侯自若邪、白沙，一齊進攻東越。
元封元年十月（前111年11月1日－29日），汉武帝下诏，表明平定边疆蛮夷的决心。冬季（前111年11月1日－前110年1月27日），東越軍隊頑強抵抗，徇北將軍曾在武林一度擊敗漢朝的楊僕部，但終於被楊僕打敗並殺死。漢朝曾派闽越原来的越衍侯吳陽勸說余善投降，余善不聽。等到韩说的军队抵达闽越，吳陽率部众700人襲擊驻扎在漢陽的東越軍。随后，吳陽与繇王居股、建成侯敖合謀殺死余善，向漢軍的橫海將軍韓說部投降。漢朝封居股為東成侯，食邑1万户。漢武帝認為閩越之地多山險阻而且民風強悍，命令軍吏將閩越人遷徙於江淮一帶。閩越滅亡。

## 遗迹和传说
余善的王城可能位于现在的武夷山市的城村（古粤城），现存城村汉城遗址。
地方志记载余善曾下令建造或修缮“拒汉六城”，即位于今建阳的大潭城、邵武的乌坂城、浦城的临浦城、临江城、汉阳城以及武夷山的城村汉城。目前，南平浦城县临江镇锦城村有临江城遗址，仍存越王台等遗迹后人在锦城建王庙，今遗址尚存。。
相傳東越王余善在福州惠澤山之南的潭水中釣得白龍，便於釣龍所坐之處建築一座壇台。今日的釣龍井相傳就是此釣龍之處。

## 影視形象

### 電視劇
| 演員   | 年份   | 作品         |
| 李小丁 | 2005年 | 《汉武大帝》 |